# Pseudepipona chartergiformis
Pseudepipona chartergiformis är en stekelart som beskrevs av Giordani Soika. Pseudepipona chartergiformis ingår i släktet Pseudepipona och familjen Eumenidae. Inga underarter finns listade i Catalogue of Life.